# Zwaardhanden
Zwaardhanden zijn de gebondenen van de fictieve Aes Sedai orde uit de fantasy-boekencyclus van Robert Jordan.
Zwaardhanden of Gaidin (Oude Spraak voor Broeder in de Strijd) zijn de 'beschermers' van de Aes Sedai in de strijd.  Zwaardhanden worden in Tar Valon opgeleid tot zwaardmeesters, en daar wordt hun gedrag en kennis aangepast. Zwaardhanden zijn meestal harde mannen die niet van de zijde van hun Aes Sedai wijken, behalve als hem dat opgedragen wordt, en alles doet wat zijn 'meesteres' hem zegt. Een Aes Sedai is geheel vrij om te kiezen of ze een Zwaardhand wil of niet. Rode zusters binden bijvoorbeeld nooit een Zwaardhand, omdat die meestal een hekel hebben aan mannen, maar Groene zusters binden zoveel als ze willen.
Als de zwaardhanden geheel zijn opgeleid, en goed met het zwaard om kunnen gaan, kunnen zij 'uitgekozen' worden door een Aes Sedai en krijgen ze een mantel waarmee ze als het ware met hun achtergrond versmelten en een Reigerzwaard, als teken van hun volleerde vechtkunst. Als de binding met een Aes Sedai is voldaan, worden zij met de Kracht aan haar gebonden, en kunnen ze het voelen als er Schaduwgebroed als Trolloks of Myrddraal in de buurt is of als hun Aes Sedai gewond is of sterft.